# Franz Fischer (Chemiker)

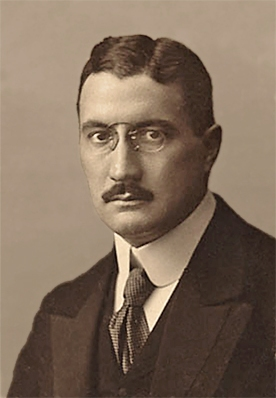
Franz Fischer

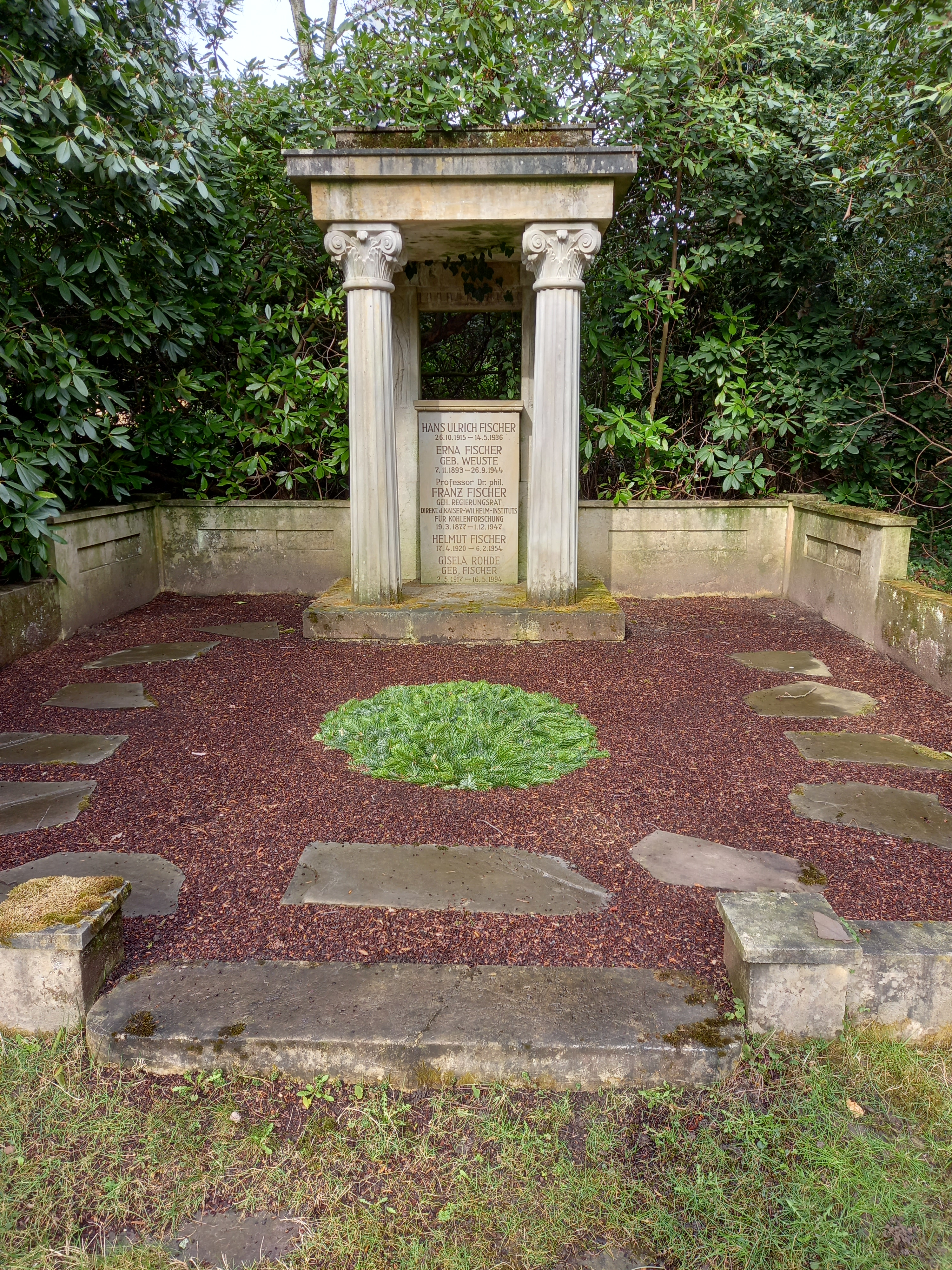
Das Grab von Franz Fischer und seiner Ehefrau Erna geborene Weuste im Familiengrab auf dem Hauptfriedhof Mülheim an der Ruhr

Franz Joseph Emil Fischer (* 19. März 1877 in Freiburg im Breisgau; † 1. Dezember 1947 in München) war ein deutscher Chemiker. Mit Hans Tropsch entwickelte er 1925 die Fischer-Tropsch-Synthese zur künstlichen Herstellung von Treibstoffen.

## Leben und Wirken
Nach dem Studium unter anderem in Freiburg, München und Gießen, wo er 1901 bei Karl Elbs mit der Arbeit Zur Elektrolyse der Schwefelsäure mit Bleianoden promoviert wurde, folgte 1904 die Habilitation und anschließend wissenschaftliche Mitarbeit bei Emil Fischer an der Friedrich-Wilhelms-Universität. In Berlin wurde Fischer 1911 auch als Professor für Elektrochemie an die Technische Universität berufen. 1913 wurde er Gründungsdirektor des Kaiser-Wilhelm-Instituts für Kohlenforschung in Mülheim an der Ruhr. Nachdem Fischer zum 1. Mai 1933 der NSDAP beigetreten war (Mitgliedsnummer 2.863.501), blieb er bis zu seiner Emeritierung 1943 im Amt. Fischer war seit 1913 „Wissenschaftliches Mitglied“ der Kaiser-Wilhelm-Gesellschaft, nach seiner Emeritierung 1943 war er bis zu seinem Tod „Auswärtiges Wissenschaftliches Mitglied“ des Instituts. Sein Nachfolger wurde der spätere Nobelpreisträger Karl Ziegler.
Darüber hinaus zählte Fischer im Jahre 1919 zusammen mit dem Essener Oberbürgermeister Hans Luther, dem Bauingenieur und technischen Redakteur Heinrich Reisner und dem Bankier Wilhelm von Waldthausen zu den Mitbegründern der noch heute bestehenden „Gesellschaft für Wissenschaft und Leben im rheinisch-westfälischen Industriegebiet“ als neue „Dachgesellschaft für die wissenschaftlichen, kulturellen und wirtschaftlichen Bestrebungen“. Auf deren Initiative entstand 1927 das Haus der Technik in Essen. Im Jahr 1932 wurde Franz Fischer als Mitglied in die Deutsche Akademie der Naturforscher Leopoldina aufgenommen. 
1959 wurde in Mülheim an der Ruhr eine Straße nach Franz Fischer benannt. In Berlin hieß das Gebäude des Instituts für Technische Chemie der Technischen Universität Berlin bis 2010 in der Straße des 17. Juni 124 nach Franz Fischer.
Fischer war Mitglied im NS-Reichskriegerbund.

## Auszeichnungen
- 1927: Emil-Fischer-Medaille
- 1935: Carl-Engler-Medaille
- 1936: Wilhelm Exner Medaille[5]
- 1937: August-Wilhelm-von-Hofmann-Denkmünze
- 1939: Goethe-Medaille für Kunst und Wissenschaft